# Konrad I. von Rüdenberg
Konrad I. von Rüdenberg war vom 30. Juli 1209 bis zum 26. Juni 1236 Bischof von Minden.

## Sein Wirken als Bischof
Es wird vermutet, dass Graf Bernhard von Poppenburg etwa im Jahr 1215, zeitgleich mit der Spiegelburg, das Kloster in Wennigsen am Deister stiftete. Graf Bernhard wird seine in Wennigsen gelegenen Güter der Kirche zur Gründung eines Klosters zur Verfügung gestellt haben. Bischof Konrad I. hat mit diesen Mitteln – ebenso wie in Barsinghausen – ein Augustinernonnenkloster eingesetzt.
Am 5. November 1222 assistierte er dem Münsteraner Bischof Dietrich III. von Isenberg bei der Konsekration der Klosterkirche des Zisterzienserklosters Marienfeld.
Erstmals urkundlich erwähnt wird das Kloster Wennigsen in einer Urkunde aus dem Jahr 1224. Graf Adolf III. (Schauenburg und Holstein) verzichtet darin auf Ansuchen von Bischof Konrad I. auf seine vogteilichen Rechte an den Kirchengütern des Klosters Wennigsen zu Gunsten des Bischofs.
Im Jahr 1227 gründete Konrad I. von Rüdenberg das Zisterzienserinnenkloster in Levern.
| Vorgänger    | Amt                          | Nachfolger |
| ------------ | ---------------------------- | ---------- |
| Heinrich II. | Bischof von Minden 1209–1236 | Wilhelm I. |